# Жак Превер

Жак Превер (фр. Jacques Prévert; Неји на Сени, 4. фебруар 1900 — Омонвил ла Птит, 11. април 1977), француски песник и писац сценарија. Превер је један од најчитанијих француских и светских песника XX века. Познат и по сценаријима за филмове Марсела Карнеа Обала у магли, Хотел Север, Деца раја и Љубавници из Вероне.

## Биографија
Жак Превер је рођен 4. фебруара 1900. године у Нејиу на Сени, париском предграђу на ивици Булоњске шуме, од оца Андреа Превера и мајке Сизане Превер рођене Катис. Породица има финансијске тешкоће, селе се у Тулон, па се опет враћају у Париз. Стална пресељења, промене школа, оскудица и Први светски рат утичу да Превер заувек напусти школовање и од своје петнаесте године, ради повремено разне физичке и канцеларијске послове.
Служи војску у Линевилу у Лорени, где упознаје Ива Тангија, будућег великог сликара надреализма, и у Цариграду где упознаје Марсела Дијамера.
По повратку у Париз тројица пријатеља станују заједно.
Године 1925. Превер се венчао са пријатељицом из детињства Симон Дијен. У њиховој кући на Монпарнасу окупљају се Бретон, Деснос, Арагон, Пере, Кено и други надреалисти, а домаћини су Танги, Превер и Дијамел са својим супругама. Тројица пријатеља одлучују, да се прикључе надреалистичном покрету (1925. године).
Преверова сарадња са надреалистима трајала је све до разлаза са Бретоном 1928. године.
Од 1930, заједно са млађим братом, филмским режисером, Пјером Превером радио је на реализацији неколико филмова, као глумац, асистент и сценариста; касније је писао сценарије и дијалоге за Реноара, Карнеа, Гремијона, Кајата, Отан Лару и друге режисере.
Тридесетих година Превер је почео да пише и за кабарее, кафе-театре и авангардне позоришне трупе: краће драме, монологе, хорске реситале и шансоне.
Сарађује са композитором Жозефом Козмом и позоришном групом Октобар.
Године 1946. родила се Мишел, кћи Жака и Жанине Превер.
До своје смрти 11. априла 1977. године, објавио је више збирки песама и књига.

## Поезија
Анархиста, одметник и сањар, Превер у својој хуморној и хуманистички ангажованој лирици казује о животу у различитим његовим аспектима. Својеврстан моралиста и критичар друштва, Превер указује на још увек могуће просторе човекове среће коју малограђани, клерикалци, милитаристи и политичари стално угрожавају. Назван је и песником Париза.
Годинама је писао песме на комадићима папира не помишљајући да их сабере у књигу. Прва Преверова збирка песама, Речи, објављена тек 1946. године постигла је велики успех са продајом 150000 примерака у кратком року. Од смрти Виктора Игоа до Превера, Француска није имала истинскијег народног песника, кога подједнако воле и рафинирани љубитељи поезије и људи скромног образовања.
Припадао је покрету надреалиста где је заједно са Raymond-ом  Queneau-ом  и Marcel-ом Duhamel-ом био члан групе Rue du Château. Његово надреалистичко искуство није само у афирмацији ирационалног него у аутентичном и спонтаном језику његовог дела, језику који нам не допушта да га прихватимо одвојеног од целине. Критика је истакла Преверову надареност за вербалне иновације, једар и саркастичан језик који наставља Вијонов лиризам језичке акробације Макса Јакоба и простодушност уличних песама.

## Збирке песама:
- Речи
- Приче
- Друге приче
- Велики пролећни бал
- Чари Лондона
- Представа
- Киша и лепо време
- Приче од шкриљца
- Збрда здола
- Неке ствари и остало: изабране песме.  978-86-85337-40-6.
- Сунце ноћи

## Филмографија
- Врата ноћи,
- Деца раја,
- Тесна врата,
- Ноћни посетиоци,
- Љубавници из Вероне,
- Дан се рађа,
- Вечерњи посетиоци
- Ствар је свршена

## Једночинке
- Хитлер долази на власт
- Драма на двору
- Битка код Фонтеноа
- Ситроен
- La famille tuyau de poêle

## Препеви на српском језику
- Четири песме/Жак Превер; превео Иван В. Лалић //Књижевност ISSN 0023-2408 (1952) 328-329
- Жак Превер, избор и превод Данило Киш, Младо поколење Београд 1967
- Žak Prever: Pesme, Rad, 1986  9788609000126
- Žak Prever: Tajna svetkovina, Idea, 1990  9788675470090